# 朱塞佩·卡万纳
朱塞佩·卡万纳（義大利語：Giuseppe Cavanna，1905年9月18日—1976年11月3日），意大利男子足球运动员，司职守门员。他曾代表意大利参加1934年国际足联世界杯，结果获得冠军。